# Swissquote
Swissquote Group Holding SA è un gruppo bancario svizzero specializzato nella fornitura di servizi finanziari nei settori del trading, delle soluzioni di investimento e dei servizi bancari. Inoltre, Swissquote offre servizi per gestori patrimoniali indipendenti e istituzioni finanziarie. La sede centrale si trova a Gland, in Svizzera. La società ha uffici a Zurigo, Londra, Lussemburgo, Malta, Bucarest, Cipro, Dubai, Singapore, Hong Kong e Città del Capo, con 1217 dipendenti nel 2024. Le azioni del Gruppo sono quotate alla Borsa di Zurigo con il simbolo “SQN” dal 29 maggio 2000. Swissquote Bank SA è titolare di una licenza bancaria rilasciata dall’autorità di vigilanza, l’Autorità Federale di Vigilanza sui Mercati Finanziari della Svizzera (FINMA), ed è membro dell’Associazione Svizzera dei Banchieri (ASB).

## Storia

### Fondazione di Marvel Communication SA (1990)
Nel 1990, Marc Bürki e Paolo Buzzi fondano Marvel Communication SA, specializzata nello sviluppo di software e applicazioni web per il settore finanziario.

### Swissquote: la piattaforma finanziaria gratuita (1996)
Marvel Communication SA rilascia la piattaforma finanziaria Swissquote, che nel 1996 diventa la prima piattaforma a offrire l’accesso gratuito a tutti i titoli negoziati alla Borsa svizzera.

### Quotazione in borsa di Swissquote (2000)
Il 29 maggio 2000 Swissquote diventa pubblica, quotando 410.000 azioni nominative per un valore totale di 100 milioni di CHF alla Borsa di Zurigo con il simbolo SQN. Nello stesso anno, la società ottiene la licenza bancaria.

### Espansione nei mercati internazionali (2001-2002)
Nel 2001, Swissquote ottiene l’accesso alla Borsa svizzera (allora SWX e Virt-X) e alle Borse statunitensi NYSE, NASDAQ e AMEX. Nel 2002, dopo l’acquisizione di Consors (Svizzera) AG e dei clienti di Skandia Bank Switzerland, Swissquote amplia la propria offerta includendo nuovi mercati, prodotti e servizi finanziari.

### Partnership e fasi di sviluppo (2009-2016)
Nel 2009, Swissquote istituisce una cattedra di Finanza quantitativa presso la Scuola Politecnica Federale di Losanna (EPFL) e lancia i primi fondi quantitativi della società. Nel 2010 Swissquote effettua due importanti acquisizioni. A giugno acquisisce Tradejet AG, una piattaforma informativa e broker online con sede a Zurigo.
In seguito, nel mese di ottobre, acquisisce ACM Advanced Currency Markets AG, espandendo le proprie attività al trading online sul Forex. Nel maggio 2012, Swissquote amplia la propria offerta con lo Swiss Derivatives OTC Trading System (Swiss DOTS) in collaborazione con Goldman Sachs e UBS. Qualche anno dopo si aggiungono altri partner, tra cui Vontobel, BNP Paribas e Société Générale.
Nel febbraio 2013, Swissquote avvia una partnership con Basellandschaftliche Kantonalbank per fornire servizi ipotecari online. Nel settembre dello stesso anno, Swissquote si espande sul mercato internazionale acquisendo MIG Bank, un importante broker sul Forex. Nel 2014, Swissquote e PostFinance stabiliscono una partnership strategica a lungo termine nel settore del trading online. A partire dall’autunno 2015, Swissquote opera come piattaforma di trading per PostFinance, gestendo gli ordini di borsa effettuati dai clienti di PostFinance nell’ambito dell’e-trading.
Nel gennaio 2015, in seguito alla decisione della Banca Nazionale Svizzera di interrompere il tasso di cambio minimo di 1,20 CHF per euro, Swissquote accantona una riserva di 25 milioni di CHF senza tuttavia compromettere la redditività o la solidità della banca. Il 9 febbraio 2015, Swissquote Financial Services cede la sua Licenza per Servizi di Investimento di Categoria 3 all’Autorità per i Servizi Finanziari di Malta.
Nel settembre 2015, la società lancia Themes Trading, un nuovo servizio di investimento tematico che fornisce ai clienti informazioni per investire in tendenze identificate. Nello stesso anno, Swissquote introduce un’applicazione per Apple TV che fornisce una copertura di notizie finanziarie 24 ore su 24. Inoltre, ispirandosi a Pokémon GO, gli ingegneri della società sviluppano Swissquote GO, un gioco finanziario geolocalizzato in Svizzera.

### Progredendo verso le criptovalute (2017)
Nel 2017, Swissquote offre il trading di cinque criptovalute (Bitcoin, Bitcoin Cash, Ether, Litecoin e Ripple).

### Espansione e nuovi servizi bancari (2018-2019)
Nell’agosto 2018, Swissquote acquisisce la banca lussemburghese Internaxx Bank SA, con circa 12.000 clienti e un patrimonio di 2 miliardi di euro, ottenendo l’accesso al mercato europeo.   A seguito dell’approvazione normativa da parte della Banca Centrale Europea e della CSSF in Lussemburgo, la società viene rinominata Swissquote Bank Europe SA e diventa un’entità interamente controllata dal Gruppo Swissquote. L’acquisizione coincide con le modifiche normative dell’Autorità Europea degli Strumenti Finanziari e dei Mercati, che limitano la leva finanziaria per i broker al dettaglio e vietano la commercializzazione, la distribuzione e la vendita di opzioni binarie, favorendo indirettamente il modello di business di Swissquote.
Nello stesso anno, Swissquote lancia la sua carta di credito multivaluta, che può essere utilizzata per pagare in 12 diverse valute senza commissioni di conversione. Swissquote mantiene partnership con importanti istituzioni finanziarie come Banque Pictet, UBS, BlackRock, Vontobel, HSBC, Zürcher Kantonalbank e altre ancora, permettendo ai suoi clienti di investire in fondi di investimento.
Da ottobre 2018, Swissquote offre la possibilità di acquistare token con franchi svizzeri tramite il proprio conto e di tenerli in custodia partecipando alle offerte iniziali di monete (ICO). Nel 2019, la società si espande nell’Asia Pacifica con l’apertura di Swissquote Singapore Pte.
Nel novembre 2019, Swissquote denuncia all’ufficio antiriciclaggio fondi sospetti per un totale di 100 milioni di dollari provenienti da Blue Ocean Bank e dal Gruppo Helin. In seguito, le autorità svizzere avviano un’indagine e Swissquote blocca i fondi.

### Lancio di Yuh con PostFinance (2021)
Il 7 aprile 2021 nasce Yuh SA come joint venture tra Swissquote Bank SA e PostFinance SA in Svizzera. L’app Yuh ha lo scopo di fornire agli utenti strumenti per pagare, risparmiare e investire, offrendo opzioni come azioni, criptovalute, investimenti tematici e fondi negoziati in borsa (ETF), con particolare attenzione all’accessibilità per i principianti.

### Sviluppi recenti e partnership strategiche (2021-oggi)
Dal 1° gennaio 2022, LUKB (Luzerner Kantonalbank) è il partner di distribuzione esclusivo di Swissquote per i mutui.
Nell’ottobre 2022, Swissquote lancia la borsa di criptovalute SQX e ottiene l’accesso al Mercato Finanziario di Dubai. L’11 e il 12 novembre la piattaforma subisce un massiccio attacco DDoS e rimane inattiva per un periodo di tempo significativo. Dal 2023, Swissquote sostiene il progetto sudafricano Santé Solaire nell’ambito del suo impegno per i progetti di sviluppo sostenibile.
Nel marzo 2023, nell’ambito della sua offerta Themes Trading, Swissquote introduce il portafoglio Impact Investing. Questo portafoglio permette ai clienti di investire in titoli di qualità, destinando il 50% dei dividendi a progetti reali, come l’iniziativa di Solafrica per portare l’energia solare in un centro sanitario in Burkina Faso.
Nel maggio 2023, Swissquote collabora con la società di investimenti Stableton e Morningstar Indexes per lanciare un certificato a gestione attiva (AMC) rivolto agli investitori al dettaglio svizzeri. L’AMC offre un’esposizione a 20 aziende unicorno selezionate e identificate da Morningstar. Più tardi, nello stesso anno, Swissquote presenta una nuova soluzione di investimento e risparmio per la gestione patrimoniale.
Nel novembre 2023, Swissquote introduce il Certificato Immobiliare Svizzero, gestito da Finstoy, una società di gestione patrimoniale con sede a Losanna che vanta un’esperienza decennale. Questo certificato permette agli investitori di accedere al mercato immobiliare svizzero investendo in un portafoglio di fondi immobiliari che possiedono proprietà esclusivamente in Svizzera.
Nell’ottobre 2024, Swissquote introduce il trading di azioni frazionate per gli investitori al dettaglio e amplia la collaborazione con l’attività Securities Services di BNP Paribas.

## Operazioni
Swissquote fornisce una serie di servizi finanziari, tra cui il trading di titoli, Forex e CFD e criptovalute, rivolgendosi a investitori al dettaglio, istituzioni e clienti aziendali. Inoltre, la società propone diverse soluzioni di investimento e di risparmio, oltre a servizi bancari come carte di debito multivalute e mutui.
Swissquote Group ha dieci entità autorizzate in diverse giurisdizioni. Tra le principali entità vi sono Swissquote Bank SA in Svizzera, Swissquote MEA Ltd a Dubai, Swissquote Bank Europe SA in Lussemburgo e Swissquote Capital Markets Ltd a Cipro. Altre sedi operative si trovano nel Regno Unito, a Malta, Singapore, Hong Kong, Romania e Sudafrica.
l 31 dicembre 2024 gestiva oltre 76 miliardi di CHF di patrimonio dei clienti, su più di 610.000 conti privati e istituzionali. La società ha registrato un reddito operativo di 664,3 milioni di CHF, con un aumento del 25,1% rispetto all’anno precedente. L’utile operativo è cresciuto del 35,3% rispetto all’anno precedente, raggiungendo 345,6 milioni di CHF, mentre l’utile netto ha raggiunto il record di 294,2 milioni di CHF.

## Prodotti
Swissquote fornisce prodotti e servizi finanziari per privati, aziende e istituzioni finanziarie.

### Clienti al dettaglio
Swissquote offre una vasta gamma di servizi per privati, inclusi il trading, con accesso a azioni, ETF, obbligazioni, opzioni, futures, prodotti strutturati e funzionalità esclusive come Swiss DOTS e Themes Trading.
- I suoi servizi di criptovalute offrono trading, custodia, soluzioni di portafoglio e staking per gli attivi digitali.[65]
- Il trading di Forex e CFD è supportato dalla piattaforma proprietaria CFXD di Swissquote e da MetaTrader 4 e 5, con Autochartist per i segnali di trading.[66]
- Le opzioni bancarie e di risparmio includono “Invest Easy” per la gestione del portafoglio,[67] “3a Easy” per il risparmio pensionistico,[68] conti correnti, carte di debito e mutui in collaborazione con Luzerner Kantonalbank.
- L’app Yuh, sviluppata con PostFinance, offre strumenti per pagamenti, risparmi e investimenti.[69][70]

### Clienti istituzionali
Swissquote fornisce una vasta gamma di servizi per aziende e istituzioni finanziarie.
- Le sue offerte di trading e brokerage includono brokerage multi-attivi, custodia globale, prodotti strutturati, crediti lombard, prestiti di titoli e gestione dei depositi.
- I servizi di Forex e tesoreria coprono il trading spot di Forex, swap, contratti forward, trading con leva, metalli preziosi e investimenti fiduciari.[71]
- I servizi di attivi digitali di Swissquote includono il trading di criptovalute, custodia, staking, prestiti e il funzionamento della propria piattaforma di scambio di criptovalute SQX.[72][73]
- Inoltre, la società offre soluzioni tecnologiche, come sedi di trading FX e API per un’integrazione fluida con le piattaforme di trading.[74]

## Sponsorizzazioni
Da gennaio 2015 a maggio 2021, Swissquote è stata partner ufficiale del Manchester United. Questa partnership globale ambiva a rendere i servizi del gruppo bancario accessibili a un pubblico più ampio, dal momento che il club conta più di 650 milioni di fan in tutto il mondo.
Nel 2020, la società è diventata sponsor ufficiale della squadra svizzera di hockey su ghiaccio Genève-Servette HC (GSHC). Nel 2021, è diventata sponsor ufficiale degli ZSC Lions.
Dal 2021, Swissquote è partner della UEFA Europa League e della UEFA Europa Conference League.
Nel dicembre 2024, Swissquote, insieme alla sua joint venture Yuh, è stata annunciata come partner nazionale ufficiale dell’UEFA Women’s EURO 2025, che si terrà in Svizzera.